# Daniell (månekrater)
Daniell er et nedslagskrater på Månen. Det befinder sig på Månens forside i den sydlige halvdel af Lacus Somniorum og er opkaldt efter den britiske fysiker, kemiker og meteorolog John Frederic Daniell (1790 – 1845).
Navnet blev officielt tildelt af den Internationale Astronomiske Union (IAU) i 1935.

## Omgivelser
Daniellkrateret ligger syd-sydøst for det meget større Posidoniuskrater. Nærved findes Rimae Daniell rillesystemet.

## Karakteristika
Kraterranden i Daniellkrateret er oval, så kraterets mål er 30 × 23 km. Den lange akse er orienteret fra nord-nordvest til syd-sydøst. Det meste af kratervæggen er pænt formet og forholdsvis fri for nedslidning, skønt den ser ud til at være skredet lidt ned i den sydlige ende. Kraterets indre mangler særlige landskabstræk, også en central top. Kraterbunden har lavere albedo end omgivelserne og har nogle kløft-lignende strukturer.

## Satellitkratere
De kratere, som kaldes satellitter, er små kratere beliggende i eller nær hovedkrateret. Deres dannelse er sædvanligvis sket uafhængigt af dette, men de får samme navn som hovedkrateret med tilføjelse af et stort bogstav. På kort over Månen er det en konvention at identificere dem ved at placere dette bogstav på den side af satellitkraterets midte, som ligger nærmest hovedkrateret. Daniellkrateret har følgende satellitkratere:
| Daniell | Længde  | Bredde  | Diameter |
| ------- | ------- | ------- | -------- |
| D       | 37,0° N | 25,8° Ø | 6 km     |
| W       | 35,9° N | 31,5° Ø | 3 km     |
| X       | 36,6° N | 31,8° Ø | 5 km     |

## Måneatlas
- Billeder af Daniellkrateret i LPI-måneatlasset